# Silverstream
Silverstream est une banlieue de la ville de Upper Hutt, dans le sud de l’Île du Nord de la Nouvelle-Zélande.

## Situation
La banlieue est localisée juste à un peu moins de 7 km à partir du   centre d’affaire de Upper Hutt
Elle est située à l’extrémité sud de la cité, tout près des  gorges de Taita, qui séparent la cité de Upper Hutt et celle de Lower Hutt.
La zone est située à l’embouchure d’une petite vallée, formée par la région de Wellington, ayant une activité tectonique notable et une partie, par le cours d’eau nommé :«Hull's Creek», qui se jette dans le fleuve Hutt .
La banlieue est limitée au nord-est par la localité d’Heretaunga, au sud-est par celle de Pinehaven et au sud-ouest par la banlieue de Stokes Valley

## Éducation
La banlieue de Silverstream a 3 fournisseurs pour les besoins de l’éducation:
- Silverstream Kindergarten, une école maternelle  (pour les enfants âgés de 3 à 4 ans )
- Silverstream School, une école primaire mixte (allant de l’année 1 à 6)
- Collège St. Patrick (en), qui est une école  secondaire école intégrée au public (en) catholique romaine de garçon  avec un  externat et un internat, (allant de l’année de 9 à 13). Selon une déclaration de la Société de Marie, le prêtre Mariste Francis Durning, recteur du Collège St. Patrick dans les années 1950, a abusé sexuellement d'enfants. Cette école de garçons avait d’autres agresseurs ainsi Alan Woodcock a été emprisonné pendant sept ans en 2004 pour avoir agressé 11 garçons ; Michael Shirres, célèbre théologien, a été dénoncé par The New Zealand Herald comme pédophile[4].

Par ailleurs, la zone est sectorisée vers école intermédiaire Fergusson (en) comme école intermédiaire, et le collège de Upper Hutt (en) pour les élèves plus âgés.

## Transport
Silverstream est sur le trajet de la section de «Hutt Valley» de la ligne de Wairarapa (en), que fait fonctionner le société Metlink.
Le secteur a une gare située sur cette ligne nommée:la gare de Silverstream (en).
Une déviation de la ligne de Wairarapa fut ouverte en 1954 de la ligne originale de Wairarapa dans Silverstream en passant au-dessus du fleuve Hutt .
La section originale de la ligne est maintenant la propriété de chemin de fer à vapeur argent (en) .